# Sadže
Sadže (lat. Pteroclidiformes) su red ptica sa samo jednom porodicom Pteroclidae. One su ptice tla, koje sa šesnaest vrsta nastanjuju pustinjske stepe i polupustinje Euroazije i Afrike. Vrste iz te porodice su izgledom, ponašanjem i biologijom razmnožavanja vrlo slične.

## Sistematizacija
Sistematika sadža je dugo bila sporna. Zoolozi su ih svrstavali u kokoške pa u golupčarke ili močvarice jer izgledom i nekim oblicima ponašanja (oblik kljuna, potrkušci, gnijezde se na tlu) jako na njih podsjećaju. Način letenja i neki anatomski detalji povezuju sadže s golupčarkama, dok neke druge osobine više podsjećaju na močvarice. Danas su zaseban red sa samo jednom porodicom. 
Porodica Pteroclidae, sadže
- Rod Syrrhaptes:
  - Syrrhaptes paradoxus, kirgiska sadža ili stepska kokoš
  - Syrrhaptes tibetanus, tibetska sadža
- Rod Pterocles:
  - Pterocles orientalis, crnotrba sadža
  - Pterocles namaqua, južnoafrička sadža
  - Pterocles exustus, kestenjastotrba sadža
  - Pterocles senegallus, pjegava sadža
  - Pterocles gutturalis, ažutogrla sadža
  - Pterocles personatus, madagaskarska sadža
  - Pterocles coronatus, krunata sadža
  - Pterocles alchata, zelenkasta sadža
  - Pterocles burchelli, kestenjasta sadža
  - Pterocles decoratus, bjeloprsa sadža
  - Pterocles bicinctus, kratkorepa sadža
  - Pterocles quadricinctus, sahelska sadža
  - Pterocles lichtensteinii, mala sadža
  - Pterocles indicus, indijska sadža

## Osobine
Sadže su velike kao jarebice i golubovi i teže između 150 do 400 grama. Kljunovi i noge su im kratki. Boja perja im je prilagođena okolišu i u smeđim i zelenkastim tonovima prevladavaju boja pijeska i oker s crnim prugama i pjegama. Noge su im također obrasle perjem, a neke stepske vrste imaju perje i na prstima.

## Životni okoliš
Sadže daju prednost pustinjskom okolišu, no ne žive samo u pustinjama. Neke vrste nastanjuju zelena, brežuljkasta područja, a neke se čak zadržavaju samo u blizini vode. 

## Ponašanje i razmnožavanje
Kako sadže obitavaju pretežno u područjima s visokim temperaturama i vrlo malo ili čak potpuno bez sjene, a hrane se sjemenjem (mahunarke), moraju redovno piti. Žive nomadski, a neke čak sezonski sele između područja gdje se gnijezde i gdje provode zimu. U sumrak u jatima dolaze na pojilišta koja mogu biti udaljena i do 50 km. Mužjaci pri tome ulaze u vodu do trbuha i ljuljaju tijelom amo-tamo. Pri tome im se perje na trbuhu natopi vodom. Tako lete natrag do gnijezda gdje zatim mladunci iz njegovog perja piju vodu. Gnijezda sadža su mala udubljenja u tlu, koja su jedva ičim obložena. Ženke legu dva do tri put godišnje obično tri jaja, a mladunce podižu oba roditelja. Vrijeme inkubacije traje 21 do 23 dana.

## Vanjske poveznice
|  | Zajednički poslužitelj ima stranicu o temi Pteroclidae    |
|  | Zajednički poslužitelj ima još gradiva o temi Pteroclidae |
|  | Wikivrste imaju podatke o taksonu Pteroclidae             |